# VA-44
L'Attack Squadron 44 (VA-44) fu uno squadrone d'attacco della Marina degli Stati Uniti. Istituito originariamente come Bombing Squadron VB-75  il 1º giugno 1945, fu ribattezzato Attack Squadron VA-3B il 15 novembre 1946, ridisignato VA-44 il 1º settembre 1948 e disattivato l'8 giugno 1950. Un secondo VA-44 era in servizio da 1º Settembre 1950 fino allo scioglimento del 1º maggio 1970.

## Storia operativa
- 4 giugno 1945: lo squadrone inizia le sue prime operazioni di volo.
- Gennaio-febbraio 1946: il VB-75 schierato a bordo della USS Franklin D. Roosevelt per la sua crociera shakedown nei Caraibi e in Brasile. Durante la visita a Rio de Janeiro, lo squadrone, il gruppo aereo e il vettore hanno rappresentato gli Stati Uniti all'inaugurazione del mandato da presidente brasiliano Eurico Dutra.[1]